# Kowalewko (Mława)
Pour les articles homonymes, voir Kowalewko.
Kowalewko (prononciation : [kɔvaˈlɛfkɔ]) est un village polonais de la gmina de Strzegowo dans le powiat de Mława de la voïvodie de Mazovie dans le centre-est de la Pologne.

## Histoire
De 1975 à 1998, le village appartenait administrativement à la voïvodie de Ciechanów.